# Anse d’Hainault
Anse d'Hainault (hait. Ansdeno) – gmina na Haiti, w departamencie Grand'Anse, w arrondissement Anse d'Hainault. W 2009 liczyła 33 103 mieszkańców.